# Kap Hooker (Südliche Shetlandinseln)
Kap Hooker (in Argentinien Punta Asconapé) ist das Kap, welches den südöstlichen Ausläufer von Low Island im Archipel der Südlichen Shetlandinseln bildet. 
Erste Kartierungen gehen auf Robbenjäger im 19. Jahrhundert zurück. Der britische Seefahrer Henry Foster kartierte es 1829 als nordöstlichen Ausläufer von Low Island. Er benannte es vermutlich nach dem britischen Botaniker William Jackson Hooker (1785–1865). Luftaufnahmen der Falkland Islands and Dependencies Aerial Survey Expedition (1955–1957) zeigen, dass sich die Form der Insel seit Fosters Kartierung drastisch verändert hat. Fosters Benennung wurde auf das hier beschriebene Kap übertragen. Namensgeber der argentinischen Benennung ist Diego Asconapé, Kapitän der Primero de Mayo bei einer Versorgungsfahrt zur Orcadas-Station zwischen 1930 und 1931.